# مالكوم مورلي
مالكوم مورلي (بالإنجليزية: Malcolm Morley)‏ هو رسام بريطاني، ولد في 7 يونيو 1931 في لندن في المملكة المتحدة، وتوفي في 2 يونيو 2018 في نيويورك في الولايات المتحدة.

## وصلات خارجية
- مالكوم مورلي على موقع مونزينجر (الألمانية)